# ایلیا کامینسکی
ایلیا کامینسکی (انگلیسی: Ilya Kaminsky; ۱۸ آوریل ۱۹۷۷ – ) مترجم، استاد، منتقد ادبی، و شاعر اهل اوکراین بود.
وی همچنین برندهٔ جوایزی همچون کمک‌هزینه گوگنهایم شده‌است.